# أزاد أباد (قشلاق الجنوبي)
أزاد أباد (بالفارسية: آزاد آباد) هي منطقة سكنية تقع في إيران في قسم قشلاق الجنوبي الريفي. يقدر عدد سكانها بـ 109 نسمة .